# ジョン・F・ケネディ特殊戦センター・アンド・スクール
ジョン・F・ケネディ特殊戦センター・アンド・スクール（ジョン・エフ・ケネディとくしゅせんセンター・アンド・スクール、John F. Kennedy Special Warfare Center and School : USAJFKSWCS）は、アメリカ陸軍特殊作戦コマンドに属する組織。非公式にSWCS（スウィック）と呼ばれている。主にアメリカ特殊作戦軍（SOCOM）の陸軍構成コマンドであるアメリカ陸軍特殊作戦コマンド（USASOC）の特殊部隊、民事活動部隊、心理作戦部隊の要員の訓練、教育を行っている。その目的は、訓練や教育の提供、ドクトリンの開発、部隊開発能力の統合、キャリア管理の提供を通して、アメリカ陸軍の特殊部隊、民事活動部隊、心理作戦部隊に統一的な指揮系統を付与することである。司令部は、ノースカロライナ州フォートブラッグ。

## 歴史
ジョン・F・ケネディ特殊戦センター・アンド・スクールの歴史は、1950年にカンザス州フォート・ライリーに開設された陸軍総合学校（the Army General School）の心理戦（PSYWAR）訓練課程に始まる。その後、アメリカ陸軍心理戦センター・アンド・スクールとなり、作戦戦術部隊傘下の学校とともに現在のノースカロライナ州フォートブラッグに移転した。この心理戦センター・アンド・スクールは、当時の陸軍心理戦主任ロバート・A・マクルーア准将が、心理作戦と不正規戦争の両方にドクトリン支援と訓練を提供するために設立を提案したものである。
1956年、アメリカ陸軍心理戦センター・アンド・スクールは、アメリカ陸軍特殊戦スクールに改称された。スクールは、特殊部隊と心理作戦要員のドクトリン、技術、訓練、教育を開発することを任務とした。1960年、対ゲリラ作戦もスクールの責任とされた。1962年、特殊戦センターは、特殊部隊訓練グループを設立して、特殊部隊に対する入隊志願者への訓練を開始した。この間に、潤滑な敵地への侵入の方法を探求、開発することを目的に、上級訓練委員会が設置された。1969年5月16日、スクールは、アメリカ陸軍軍事援助研究所に改称された。カリキュラムに、高高度降下低高度開傘（HALO）とスキューバー作戦の訓練が含まれた。この研究所は、特殊戦スクール、心理作戦スクール、軍事援助訓練顧問スクール、対ゲリラ軍スクール、非在来型戦争スクール、非居住者訓練学科から構成されていた。
1972年4月1日にアメリカ陸軍民事学校がジョージア州フォート・ゴードンから、ノースカロライナ州フォートブラッグに移転して、アメリカ陸軍軍事援助研究所の傘下となった。1973年、新設されたアメリカ陸軍訓練教義コマンド（TRADOC）の指揮下となった。1982年6月1日、陸軍参謀総長は、アメリカ陸軍ジョン・F・ケネディ特殊戦センター（SWC）に改称した上、TRADOC傘下でありながら、指揮から分離し、独立の機関とした。センターは、陸軍の特殊作戦部隊のシステム、訓練、作戦を統合することにより、その支援スクールとなった。
1985年、センターは、現在のジョン・F・ケネディ特殊戦センター・アンド・スクール（SWCS）に改称された。この時点で、6個の部門から構成されていた（特殊部隊部門、高度特殊作戦スキル部門、生存・退避・抵抗・脱出部門、外国地域担当官部門、民事活動部門、心理作戦部門）。数年後に、下士官学校も設立された。1990年6月20日、TRADOCからアメリカ陸軍特殊作戦コマンドに移管された。これによって、アメリカ陸軍特殊作戦コマンドは、前方展開部隊を除く、全ての特殊作戦部隊を指揮下に入れた。

## 概要

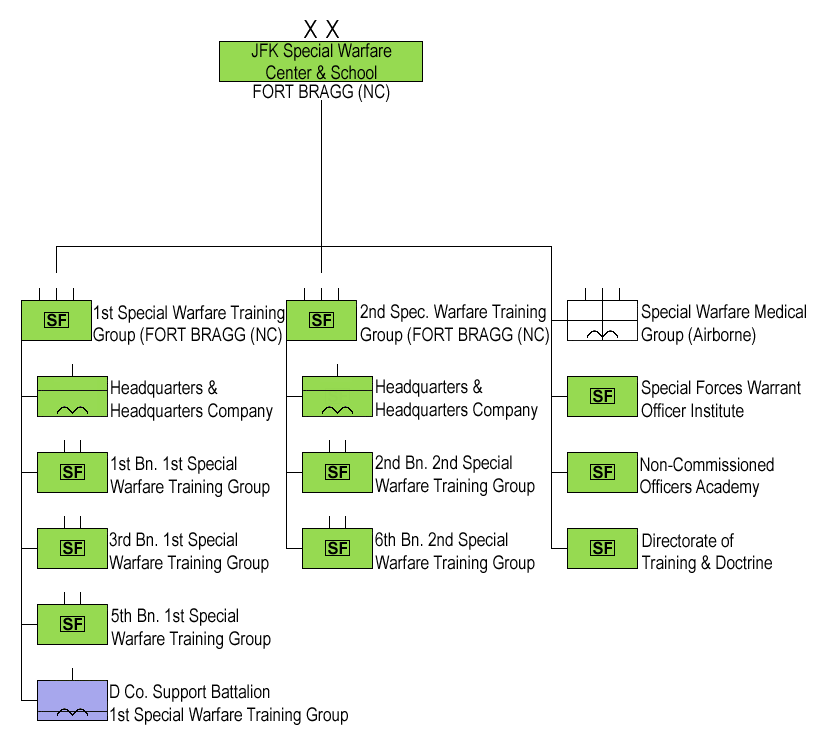
ジョン・F・ケネディ特殊戦センター・アンド・スクールの編制（2020年）

ノースカロライナ州フォートブラッグのジョン・F・ケネディ特殊戦センター・アンド・スクール（SWCS）は、陸軍の特殊作戦部門の兵士の訓練、教育、キャリアを管理し、人材を提供している。
SWCSの訓練プログラムには、常に約3,100人の訓練生が登録されている。SWCSは、また特殊部隊准士官研究所と、デビッド・K・トゥーマ下士官学校を組織している。ほとんどの訓練コースは、フォートブラッグで実施されるが、SWCSは、フォートブラッグ以外にも訓練施設や機関を維持している。
SWCSは、民事活動、心理作戦、特殊部隊、文化支援など、様々な41種類の訓練コースを実施している。また、高度技術コースとして、フロリダ州キーウェストでの戦闘潜水訓練、フォートブラッグでの狙撃兵訓練、アリゾナ州ユマ試験場での軍事自由降下訓練を実施している。
地域研究と教育では、3種類の資格コースがあり、フェーズIIの訓練とされている。このフェーズでは、割り当てられた言語力のカテゴリ（CAT）に応じて18～24週間の訓練が実施される、スペイン語、フランス語、インドネシアなど、CAT I又はIIに割り当てられている言語の訓練生は、|省庁間言語円卓会議スケール（ILR）スコア2の達成を最終目標として18週間の訓練を受ける。アラビア語、北京語、タガログ語、ペルシャ語、韓国語、タイ語、パシュトー語、ウルドゥー語などのCAT III又はIVに割り当てられている言語は、24週間の訓練を実施し、ILRスケールのスコアIII又はIV（専門的な習熟度を示す）を達成することを目標とする。すべての訓練生は、この資格コースにおいて次の段階に進む際に、習熟度を測る高等面接（OPI）に合格する必要がある。アメリカ国防総省語学学校が、この言語教育を支援している。
- ジョン・F・ケネディ特殊戦センター・アンド・スクール
  - 第1特殊戦訓練グループ（空挺）
  - 第2特殊戦訓練グループ（空挺）
  - 特殊戦衛生グループ（空挺）
  - 特殊部隊准士官研究所
  - デビッド・K・トゥーマ下士官学校
  - 訓練・ドクトリン・プロポーネンシー総局
  - 教育支援班
  - 国際軍事学生局
  - ボランティア学生局
  - 大学院管理局

## 歴代司令官
| 職名   | 在任期間              | 氏名                    | 階級 | 備考                                              |
| ------ | --------------------- | ----------------------- | ---- | ------------------------------------------------- |
| 司令官 | 1952年4月～5月(*)     | Aaron Bank              | 大佐 | 心理戦センター創設                                |
| 司令官 | 1952年5月～1953年7月  | Charles H. Karlstad     | 大佐 |                                                   |
| 司令官 | 1953年7月～1954年     | Gordon Singles          | 大佐 |                                                   |
| 司令官 | 1954年～1956年        | Thomas A. McAnsh        | 大佐 |                                                   |
| 司令官 | 1956年～1957年        | Edson D. Raff           | 大佐 | 特殊戦学校に改編                                  |
| 司令官 | 1957年～1958年        | William J. Mullen       | 大佐 |                                                   |
| 司令官 | 1958年～1961年1月     | George M. Jones         | 准将 |                                                   |
| 司令官 | 1961年1月～1965年     | William P. Yarborough   | 少将 | ジョン・F・ケネディ特殊戦センターに改編           |
| 司令官 | 1965年～1966年        | Richard G. Stilwell     | 准将 |                                                   |
| 司令官 | 1966年～1968年9月     | Albert E. Milloy        | 准将 |                                                   |
| 司令官 | 1968年9月～1971年1月  | Edward M. Flanagan, Jr. | 少将 | ジョン・F・ケネディ軍事援助センター＆研究所に改編 |
| 司令官 | 1971年1月～1973年3月  | Henry E. Emerson        | 少将 |                                                   |
| 司令官 | 1973年3月～1975年10月 | Michael D. Healy        | 少将 |                                                   |
| 司令官 | 1975年10月～1977年    | Robert C. Kingston      | 少将 |                                                   |
| 司令官 | 1977年～1980年6月     | Jack V. Mackmull        | 少将 |                                                   |
| 司令官 | 1980年6月～1983年12月 | Joseph C. Lutz          | 少将 |                                                   |
| 司令官 | 1983年12月～1985年8月 | Robert D. Wiegand       | 少将 | ジョン・F・ケネディ特殊戦センターに改編           |
| 司令官 | 1985年8月～1988年6月  | James A. Guest          | 少将 | ジョン・F・ケネディ特殊戦センター＆学校に改編     |
| 司令官 | 1988年6月～1992年7月  | David J. Baratto        | 少将 |                                                   |
| 司令官 | 1992年7月～1994年8月  | Sidney Shachnow         | 少将 |                                                   |
| 司令官 | 1994年8月～1996年5月  | William F. Garrison     | 少将 |                                                   |
| 司令官 | 1996年6月～1998年3月  | William P. Tangney      | 少将 |                                                   |
| 司令官 | 1998年3月～2000年2月  | Kenneth R. Bowra        | 少将 |                                                   |
| 司令官 | 2000年3月～2003年7月  | William G. Boykin       | 少将 |                                                   |
| 司令官 | 2003年7月～2004年6月  | Geoffrey C. Lambert     | 少将 |                                                   |
| 司令官 | 2004年6月～2008年6月  | James W. Parker         | 少将 |                                                   |
| 司令官 | 2008年6月～2010年8月  | Thomas R. Csrnko        | 少将 |                                                   |
| 司令官 | 2010年8月～2012年8月  | Bennet S. Sacolick      | 少将 |                                                   |
| 司令官 | 2012年8月～2013年11月 | Edward M. Reeder, Jr.   | 少将 |                                                   |
| 司令官 | 2013年11月～2014年5月 | David G. Fox            | 少将 |                                                   |
| 司令官 | 2014年5月～2015年5月  | Eric P. Wendt           | 少将 |                                                   |
| 司令官 | 2015年5月～2017年5月  | James B. Linder         | 少将 |                                                   |
| 司令官 | 2017年5月～2019年8月  | Kurt L. Sonntag         | 少将 |                                                   |
| 司令官 | 2019年8月～2021年     | Patrick B. Roberson     | 少将 |                                                   |
| 司令官 | 2021年～              | Guillaume N. Beaurpere  | 少将 |                                                   |

(*) : 心理戦センター創設時、Aaron Bank大佐が暫定的に心理戦センターの初代司令官に就任したが、その直後、Bank大佐が第10特殊部隊グループ司令官へ就任することが決まった為、後任として陸軍歩兵学校で参謀長を務めていたCharles H. Karlstad大佐が同センターの正式な司令官に指名された。